# Victor Vernicos
Victor Vernicos Jørgensen (en griego: Βίκτορ Βερνίκος Γιούργκενσεν; Atenas, Grecia, 23 de octubre de 2006) es un cantante y compositor griego. En 2023 fue seleccionado como representante de Grecia en el Festival de la Canción de Eurovisión en Liverpool, Reino Unido, con la canción "What They Say".

## Biografía
Victor Vernicos nació en octubre de 2006 en Atenas, de padre danés y madre griega. Comenzó a recibir clases de piano a los cuatro años, de canto a los ocho y de guitarra a los diez. Asimismo, empezó a escribir sus propias canciones a la edad de once años y ha estado produciendo su propia música desde 2021. En 2021, Vernicos lanzó por primera vez una canción que fue escrita y producida en su totalidad por él mismo.
En 2022, Vernicos anunció que había enviado una canción a la emisora pública griega ERT para ser considerada como una posible candidatura para el Festival de la Canción de Eurovisión 2023. El 28 de diciembre de 2022, se reveló que su tema "What They Say" estaba entre los siete preseleccionados. Posteriormente, avanzó a los tres candidatos finales y, el 30 de enero de 2023, ERT anunció que Vernicos había sido seleccionado para representar a Grecia en el Festival de la Canción de Eurovisión 2023. Fue hasta el momento el artista más joven en haber representado a Grecia en el certamen.

## Discografía

### Sencillos
- 2020 – "Apart"
- 2021 – "Fake Club"
- 2021 – "Hope It's in Heaven"
- 2022 – "Youthful Eyes"
- 2022 – "Mean To"
- 2022 – "Out of This World"
- 2022 – "Brutally Honest with You"
- 2023 – "What They Say"